# Dendronephthya obtusa
Dendronephthya obtusa is een zachte koraalsoort uit de familie Nephtheidae. De koraalsoort komt uit het geslacht Dendronephthya. Dendronephthya obtusa werd in 1909 voor het eerst wetenschappelijk beschreven door Henderson. 